# Bestune T90
La Bestune T90 è un'autovettura prodotta dalla casa automobilistica cinese First Automobile Works con il marchio Bestune dal 2023.

## Profilo e contesto
La vettura è stata presentata al Salone di Shanghai nell'aprile 2023. Il lancio sul mercato cinese è avvenuto nel giugno 2023. L'auto si posiziona dimensionalmente tra le Bestune T77 e Bestune T99.
La T90 è alimentata da un motore a benzina da 1,5 litri con 124 kW (169 CV) o da 2,0 litri con 185 kW (252 CV). Entrambi i motori sono dotati di turbocompressore e abbinati alla sola trazione anteriore. Sull'asse anteriore è installato uno schema con montanti MacPherson mentre su quello posteriore c'è una sospensione multi-link. Nel novembre 2023 è stata presentata anche una variante ibrida plug-in.